# 穆基山 (坦塔區)
12°07′30″S 75°59′24″W / 12.12500°S 75.99000°W
穆基山（Muki），是秘魯的山峰，位於該國中南部利馬大區，由堯約斯省的坦塔區負責管轄，屬於秘魯中部山脈的一部分，海拔高度4,800米。